# توماس لارسن (مجدف)
توماس لارسن (بالدنماركية: Thomas Morsing Larsen)‏ هو مجدف دنماركي، ولد في 1 يونيو 1980 في كوبنهاغن في الدنمارك.

## وصلات خارجية
- توماس لارسن على موقع الاتحاد الدولي للتجديف (الإنجليزية)
- توماس لارسن على موقع أوليمبيديا (الإنجليزية)